# Gerardus Johannes Petrus Josephus Bolland
Pour les articles homonymes, voir Bolland (homonymie).

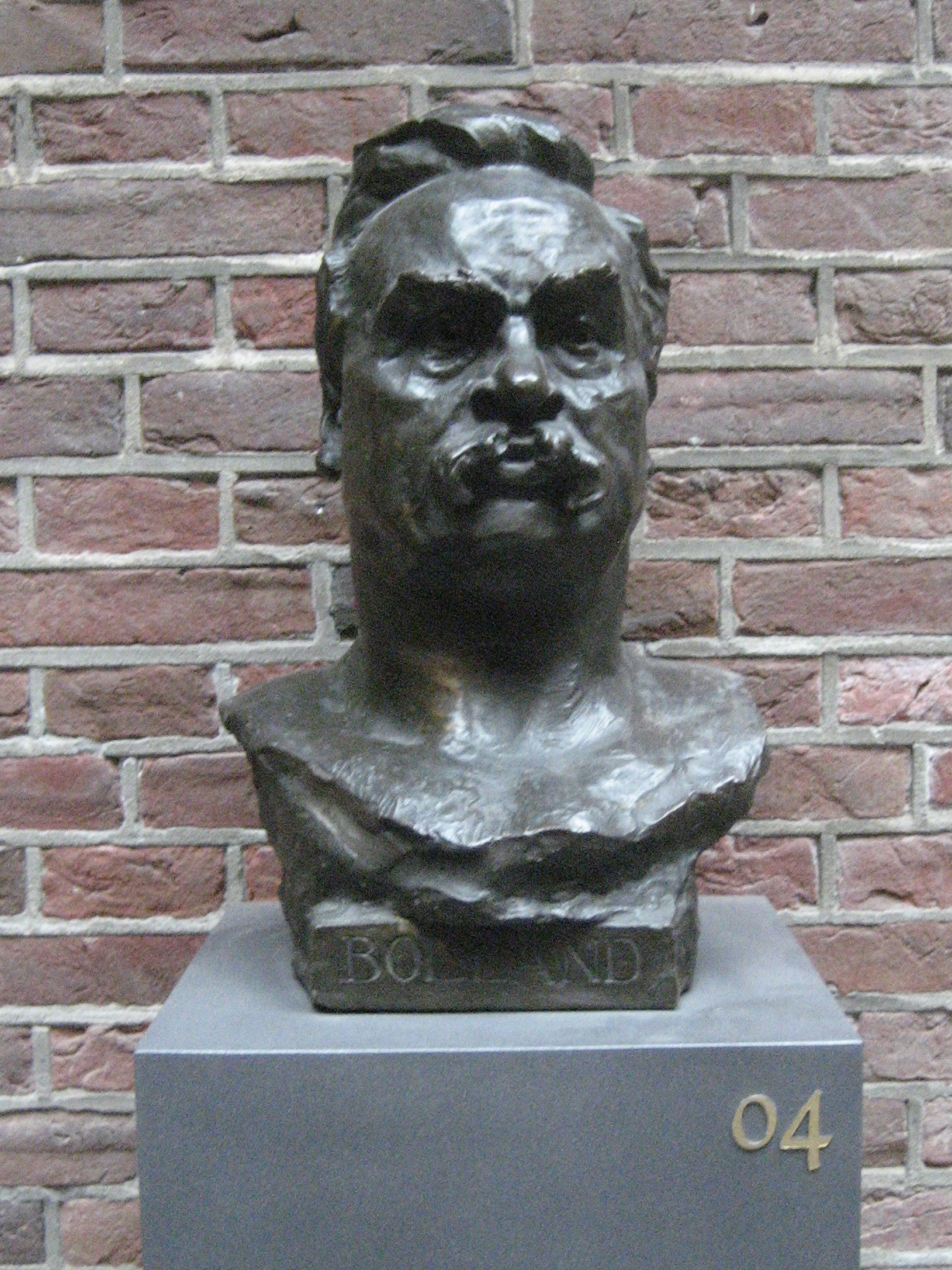
Buste de G.J.P.J. Bolland (Université de Leyde)

Gerardus Johannes Petrus Josephus ('Gérard') Bolland (9 juin 1854, Groningue - 11 février 1922, Leyde), est un autodidacte néerlandais, linguiste, philosophe, chercheur en questions bibliques et conférencier. Excellent orateur, il donnait avec grand succès des conférences publiques à Amsterdam, Rotterdam, La Haye, Utrecht, Delft, Groningue, Nimègue et en Belgique.
Il devint un spécialiste de la philosophie allemande, s'intéressant particulièrement aux œuvres de von Hartmann, et puis surtout de ceux de Hegel. Il commença ses recherches sur les débuts du christianisme en 1891, et était des plus érudits en histoire religieuse. Il faisait partie de l'école radicale néerlandaise.
Il fut à l'origine d'un renouveau dans l'hégélianisme aux Pays-Bas vers 1900 en faisant paraître une nouvelle édition des œuvres de Hegel, et en provoquant un regain d'intérêt pour la philosophie aux Pays-Bas. Il avait une façon étrange d'utiliser la langue néerlandaise, ce qui amena le linguiste et poète J. A. Dèr Mouw, entre autres, à le critiquer sévèrement. 

## Biographie
Bolland naquit dans une famille catholique modeste à Groningue. Il obtint une chaire de philosophie à l'université de Leyde en 1896 après une carrière de professeur à Katwijk aan Zee et de professeur d'anglais et d'allemand à Batavia (dans les Indes orientales néerlandaises).
Il publia en 1898 Hegel: Eene Historische Studie, et un an plus tard, il commença à publier les œuvres les plus importantes de ce philosophe. En 1904, il publia Zuivere Rede. Een boek der wijsheid voor vrienden. 
« Personnalité à la fois charismatique et excentrique, [il se montra] extrêmement critique contre divers groupes sociaux et diverses institutions, ce qui lui créa un grand nombre d'ennemis acharnés, mais également d'adorateurs ». Il s'est décrit lui-même comme un « mystique » et comme un « agnostique sceptique désespéré ». Bien que critique envers le christianisme et le cléricalisme il était quelqu'un de religieux. Après sa mort, les hégéliens de droite créèrent l'Association Bolland (Bolland Genootschap).
« La position unique de Bolland dans l'histoire intellectuelle néerlandaise était un paradoxe dans la mesure où elle a constitué à la fois un point culminant et un fiasco. »

## La théorie de Bolland sur les débuts du christianisme
Bolland a repris les concepts de Bruno Bauer « sur Philon, sur les Césars, et sur leur influence » pour expliquer le développement du christianisme. Il estimait que la chrétienté s'était développée sur une base à fort syncrétisme constituée par des juifs hellénisés d'Alexandrie et des Grecs judéophiles au début de notre ère. Ces premières croyances tournaient autour d'un personnage mythique, Chrestos, et n'étaient pas liées à un personnage de messie nationaliste. Parmi les influences dans ces cercles théosophiques on trouvait le gnosticisme et l'hermétisme. Les écrits de Philon ont participé aussi à ce développement, en particulier le concept du Logos.
Le développement du christianisme a eu lieu au cours du Ier siècle, dans les décennies qui ont suivi la chute du Deuxième Temple, quand le personnage mythique de Chrestos s'est transformé dans le Jésus de la légende. Bolland affirme que ce Chrestos transformé a reçu le nom du successeur Moïse, Josué, le fils de Nun, qui est devenu « le chef du peuple d'Israël lorsque Moïse a échoué dans sa tâche de conduire le peuple dans la Terre promise ».
Selon Bolland c'est l'Évangile de Matthieu qui est le plus ancien, suivi par celui de Luc, puis celui de Marc.